# Brigants
|  | No s'ha de confondre amb Brigantis, Brigians, o Brixants. |

Els brigants (llatí Brigantes) foren un poble de Britànnia, sobre el que va governar la famosa reina Cartimandua. Foren reduïts per Publi Ostori Escàpula durant la conquesta romana de Britànnia. Ocupaven els territoris entre l'Humber i el Tyne.
Abans de la conquesta romana, els Brigants controlaven la major part del nord d'Anglaterra i també gran part de les Midlands. El seu regne es coneix com a Brigantia, amb capital en la zona de l'actual Yorkshire. Ptolemeu fa referència als Brigants ocupant també part d'Irlanda, a la rodalia del Comtat de Wexford, Kilkenny i el Comtat de Waterford Estrabó també anomena una altra tribu cèltica anomenada brigantis, una branca dels pobles que ocupaven Vindelícia, en la regió dels Alps.
Dins de Gran Bretanya, el territori dels Brigants estava rodejat per altres tribus cèltiques: els carvetii (probablement parents dels Brigants) en el nord-oest, els parisii a l'est, coritans i cornovis al sud i els votadini al nord.

## Etimologia
El nom de brigants (Βρίγαντες) té l'origen en el de la deessa Brigàntia. L'arrel del nom significa "alt, elevat" (cf. briga), però no és clar si els brigants reberen el nom d'"alts" en sentit metafòric per la seva condició noble o en el sentit literal per ocupar la regió de la serralada dels Penins o ocupar fortificacions elevades.
En Gal·lès modern, el mot braint significa 'privilegi, prestigi' i prové de la mateixa arrel brigantjā. Altres derivats són el nom Bridget i el riu anglès Brent.
Igualment, hi han moltes poblacions antigues anomenades Brigantium per tot Europa, com ara Betanzos a Galícia, Bragança a Portugal i Briançon i Bregenz en els Alps.

## Història

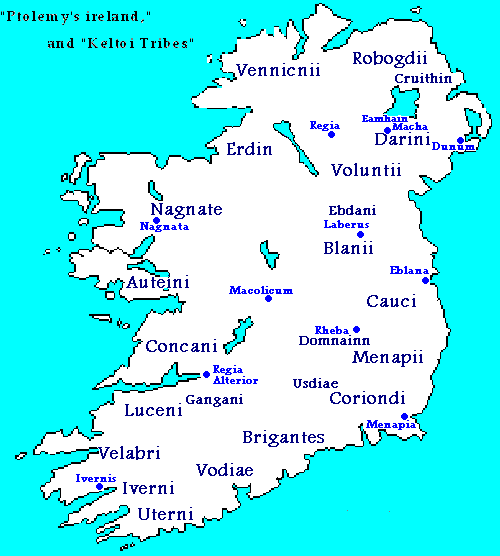
Els Brigantes a Irlanda segons Ptolemeu.

No hi ha registres escrits sobre els Brigants abans de la Conquesta romana de Britànnia; essent difícil saber la duració d'aquest poble com entitat política abans de l'arribada dels Romans. La majoria de les restes arqueològiques en la regió semblen confirmar una presència dels Brigants de manera contínua i gradual des de temps remots, més que no pas una sobtada aparició com a conseqüència d'alguna guerra o conquesta. Els Brigants eren una de les majors tribus de Britànnia, i agrupaven altres grups o famílies com els Gabrantovices, a la costa de Yorkshire, i els Textoverdi més al nord, a prop del Mur d'Adrià. Noms com Portus Setantiorum i Coria Lopocarum identifiquen altres branques com els setantii i els Lopocares, localitzats a la costa de Lancashire i el Riu Tyne respectivament. També va quedar registrat el nom de Corionototae, però aquest sembla derivar de *Corion Toutas significant "exèrcit tribal" o "exèrcit popular" i probablement indica una resistència militar als Romans, més que no pas una família i grup dels Brigants. Els carvetii, que potser eren parents o provenien de la família principal dels Brigants, van desenvolupar una identitat clarament independent sota el govern romà.
En l'obra de Ptolemeu, Geographia, es menciona els Brigants ocupant Britànnia i Irlanda, però no és clar que existís cap lligam o relació entre els dos grups.

### Ocupació romana
Durant la conquesta romana, el 47 aC, el governador Publi Ostori Escàpula va haver d'abandonar la seva campanya contra els Deceangli, en el nord de Gal·les, a causa del creixent malestar entre els Brigants, fins aleshores aliats de Roma. Ostori va ordenar l'execució d'alguns dels capitosts que s'havien aixecat en armes, però la resta foren perdonats. El 51, el líder de la resistència anti-romana, Caratac, va demanar protecció a la reina dels Brigants, Cartimandua, però aquesta va seguir fidel als Romans i el va entregar carregat de cadenes. Ella i el seu marit Venuci eren considerats lleials a Roma i per tant, defensats pels Romans, però quan més tard es van divorciar, Venuci va atacar la seva ex-muller i el governador Aule Didi Gal va enviar tropes per defensar la reina. Després del divorci i la derrota de Venuci, Cartimandua es va casar amb Vel·locatus. El 69, aprofitant la inestabilitat política que patia Roma durant l'Any dels quatre emperadors, Venuci va tornar a rebel·lar-se. Aquest cop els Romans només van poder enviar tropes auxiliars que van poder rescatar a Cartimandua, però que no van poder evitar que Venuci i els seus prenguessin el control del regne, però el 71 foren derrotats a la batalla de Stanwick.
Amb Vespasià com nou emperador, Quint Petili Cerealis fou nomenat governador de Britànnia i es va imposar la missió de conquerir els Brigants, que costaria algunes dècades completar. Gneu Juli Agrícola (governador 78-84) també va lliurar algunes batalles en territori dels Brigants, segons Tàcit. També existeix la possibilitat que la construcció del Mur d'Adrià (122) tingués per objectiu evitar que els Brigants entressin en converses amb les tribus d'Escòcia, a l'altra banda del mur.

## Assentaments

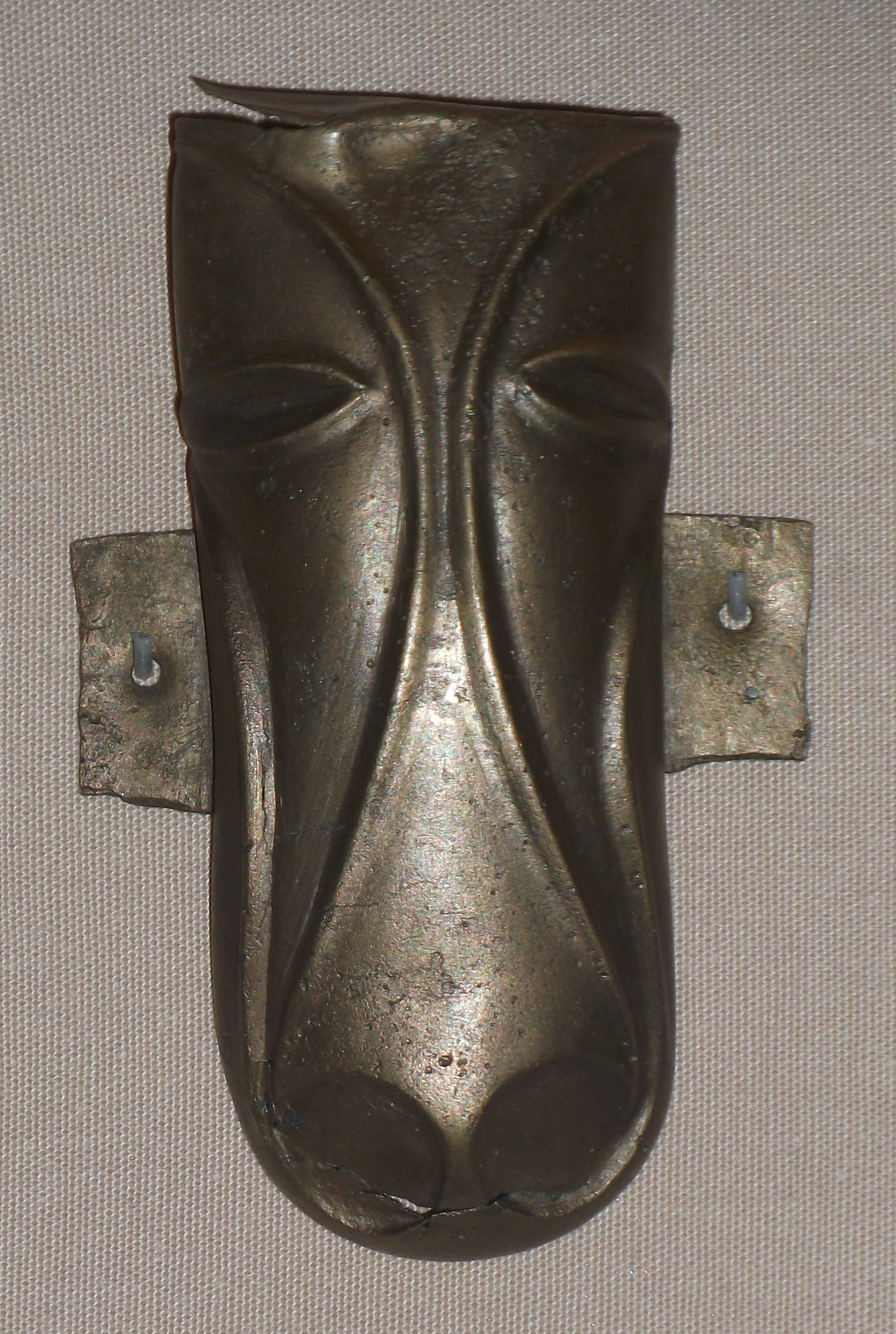
Màscara per cavall trobada a Stanwick, segle I aC

Ptolemeu anomenà nou poleis o viles que pertanyien als brigants, que eren:
| Nom llatí         | Nom modern       | Comtat           |
| ----------------- | ---------------- | ---------------- |
| Epiacum           | Whitley Castle   | Northumberland   |
| Vinovium          | Binchester       | Comtat de Durham |
| Caturactonium     | Catterick        | North Yorkshire  |
| Calatum           | Burrow, Lonsdale | Lancashire       |
| Isurium Brigantum | Aldborough       | North Yorkshire  |
| Rigodunum         | Castleshaw       | Gran Manchester  |
| Olicana           | Ilkley           | West Yorkshire   |
| Eboràcum          | York             | North Yorkshire  |
| Cambodunum        | Slack            | West Yorkshire   |

Altres assentaments conegut a territori dels brigants són: 
- Fortificacions de l'Edat de Ferro de Stanwick (North Yorkshire), vora Darlington - un dels més grans assentaments de l'Edat de Ferro a Britànnia. Potser la seu de la cort de la reina Cartimandua.
- Wincobank, en la frontera de Sheffield.
- Bremetenacum Veteranorum (Ribchester, Lancashire)
- Calcaria (Tadcaster, North Yorkshire) - mencionat a l'itinerari Antoní i en la Cosmografia de Ravenna
- Luguvalium (Carlisle, Cúmbria) - probablement assentament dels Carvetii
- Coria (Corbridge, Northumberland) - potser assentament dels Lopocares
- Mamucium (Manchester)